# Stomatobaculum
Stomatobaculum es un género de bacterias grampositivas de la familia Lachnospiraceae. Actualmente (2023) sólo contiene una especie: Stomatobaculum longum. Fue descrita en el año 2013. Su etimología hace referencia a bacilo de la boca. El nombre de la especie hace referencia a largo. Es grampositiva, aunque se puede teñir de forma variable. Es anaerobia estricta e inmóvil. Tiene un tamaño de 0,5-0,8 μm de ancho por 4-40 μm de largo. Puede crecer de forma individual, en cadenas o como filamentos curvados. Catalasa y oxidasa negativas. Temperatura de crecimiento entre 30-42 °C. Sensible a kanamicina, colistina, vancomicina, ampicilina y tetraciclina. Resistente a trimetoprim-sulfametoxazol. Se ha aislado de la cavidad oral de humanos. 